# Distribución log-normal
En probabilidad y estadística, la distribución normal logarítmica es una distribución de probabilidad continua de una variable aleatoria cuyo logaritmo está normalmente distribuido. Es decir, si {\displaystyle X} es una variable aleatoria con una distribución normal, entonces {\displaystyle \operatorname {exp} (X)} tiene una distribución log-normal, es decir {\displaystyle e^{X}\sim \operatorname {Lognormal} (\mu _{x},\sigma _{x}^{2})}.
Log-normal también se escribe log normal o lognormal.
Una variable puede ser modelada como log-normal si puede ser considerada como un producto multiplicativo de muchos pequeños factores independientes. Un ejemplo típico es un retorno a largo plazo de una inversión: puede considerarse como un producto de muchos retornos diarios.

## Definición

### Función de Densidad
Una variable aleatoria positiva {\displaystyle X} tiene una distribución lognormal con parámetros {\displaystyle \mu } y {\displaystyle \sigma } y escribimos {\displaystyle X\sim \operatorname {Lognormal} (\mu ,\sigma ^{2})}, si el logaritmo natural de {\displaystyle X} sigue una distribución normal con media {\displaystyle \mu } y varianza {\displaystyle \sigma ^{2}}, esto es 
{\displaystyle \ln(X)\sim N(\mu ,\sigma ^{2})}
Sean {\displaystyle \Phi } y {\displaystyle \phi } las funciones de distribución acumulada y de densidad de una normal estándar {\displaystyle N(0,1)}, entonces la función de densidad de probabilidad de la distribución log-normal está dada por: 
{\displaystyle {\begin{aligned}f_{X}(x)&={\frac {d}{dx}}\operatorname {P} [X\leq x]={\frac {d}{dx}}\operatorname {P} [\ln(X)\leq \ln(x)]={\frac {d}{dx}}\Phi \left({\frac {\ln x-\mu }{\sigma }}\right)\\&=\phi \left({\frac {\ln x-\mu }{\sigma }}\right){\frac {d}{dx}}\left({\frac {\ln x-\mu }{\sigma }}\right)=\phi \left({\frac {\ln x-\mu }{\sigma }}\right){\frac {1}{\sigma x}}\\&={\frac {1}{\sigma x{\sqrt {2\pi }}}}\exp \left(-{\frac {(\ln x-\mu )^{2}}{2\sigma ^{2}}}\right)\end{aligned}}}

### Función de Distribución
La función de distribución acumulada es
{\displaystyle F_{X}(x)=\Phi \left({\frac {\ln x-\mu }{\sigma }}\right)}
donde {\displaystyle \Phi } es la función de distribución acumulada de una normal estándar {\displaystyle N(0,1)}.
La expresión anterior también puede ser escrita como
{\displaystyle {\frac {1}{2}}\left[1+\operatorname {erf} \left({\frac {\ln x-\mu }{\sigma {\sqrt {2}}}}\right)\right]={\frac {1}{2}}\operatorname {erfc} \left(-{\frac {\ln x-\mu }{\sigma {\sqrt {2}}}}\right)}

### Log-normal Multivariada
Si{\displaystyle {\boldsymbol {X}}\sim N({\boldsymbol {\mu }},{\boldsymbol {\Sigma }})} es una distribución normal multivariada entonces {\displaystyle {\boldsymbol {Y}}=\exp({\boldsymbol {X}})} tiene una distribución lognormal multivariante con media
{\displaystyle \operatorname {E} [{\boldsymbol {Y}}]_{i}=e^{\mu _{i}+{\frac {1}{2}}\Sigma _{ii}}}
y matriz de covarianza
{\displaystyle \operatorname {Var} ({\boldsymbol {Y}})_{ij}=e^{\mu _{i}+\mu _{j}{\frac {1}{2}}(\Sigma _{ii}+\Sigma _{jj})}\left(e^{\Sigma _{ij}}-1\right)}

## Propiedades
Si {\displaystyle X\sim \operatorname {Lognormal} (\mu ,\sigma ^{2})} entonces la variable aleatoria {\displaystyle X} cumple algunas propiedades.
La media de {\displaystyle X} es
{\displaystyle \mathrm {E} [X]=e^{\mu +{\frac {\sigma ^{2}}{2}}}}
La varianza de {\displaystyle X} es
{\displaystyle \operatorname {Var} (X)=\left(e^{\sigma ^{2}}-1\right)e^{2\mu +\sigma ^{2}}}.

## Relación con media y la desviación estándar geométrica
La distribución log-normal, la media geométrica, y la desviación estándar geométrica están relacionadas. En este caso, la media geométrica es igual a {\displaystyle \exp(\mu )} y la desviación estándar geométrica es igual a {\displaystyle \exp(\sigma )}.
Si una muestra de datos determina que proviene de una población distribuida siguiendo una distribución log-normal, la media geométrica de la desviación estándar geométrica puede utilizarse para estimar los intervalos de confianza tal como la media aritmética y la desviación estándar se usan para estimar los intervalos de confianza para un dato distribuido normalmente.
| Límite de intervalo de confianza | log                           | geométrica                                                         |
| -------------------------------- | ----------------------------- | ------------------------------------------------------------------ |
| 3σ límite inferior               | {\displaystyle \mu -3\sigma } | {\displaystyle \mu _{\mathrm {geo} }/\sigma _{\mathrm {geo} }^{3}} |
| 2σ límite inferior               | {\displaystyle \mu -2\sigma } | {\displaystyle \mu _{\mathrm {geo} }/\sigma _{\mathrm {geo} }^{2}} |
| 1σ límite inferior               | {\displaystyle \mu -\sigma }  | {\displaystyle \mu _{\mathrm {geo} }/\sigma _{\mathrm {geo} }}     |
| 1σ límite superior               | {\displaystyle \mu +\sigma }  | {\displaystyle \mu _{\mathrm {geo} }\sigma _{\mathrm {geo} }}      |
| 2σ límite superior               | {\displaystyle \mu +2\sigma } | {\displaystyle \mu _{\mathrm {geo} }\sigma _{\mathrm {geo} }^{2}}  |
| 3σ límite superior               | {\displaystyle \mu +3\sigma } | {\displaystyle \mu _{\mathrm {geo} }\sigma _{\mathrm {geo} }^{3}}  |

Donde la media geométrica {\displaystyle \mu _{\mathrm {geo} }=\exp(\mu )} y la desviación estándar geométrica {\displaystyle \sigma _{\mathrm {geo} }=\exp(\sigma )}

## Momentos
Los primeros momentos son:
{\displaystyle \mu _{1}=e^{\mu +\sigma ^{2}/2}}
{\displaystyle \mu _{2}=e^{2\mu +4\sigma ^{2}/2}}
{\displaystyle \mu _{3}=e^{3\mu +9\sigma ^{2}/2}}
{\displaystyle \mu _{4}=e^{4\mu +16\sigma ^{2}/2}}
o de forma general:
{\displaystyle \mu _{k}=e^{k\mu +k^{2}\sigma ^{2}/2}.}

## Inferencia Estadística

### Estimación de parámetros

Distribución log-normal ajustada a datos de lluvias máximas diarias por año.

Para determinar los estimadores por máxima verosimilitud de la distribución lognormal con parámetros {\displaystyle \mu } y {\displaystyle \sigma ^{2}}, podemos utilizar el mismo método que se utilizó para estimar los parámetros de una distribución normal. Notemos que 
{\displaystyle L(\mu ,\sigma )=\prod _{i=1}^{n}{\frac {1}{x_{i}}}\varphi _{\mu ,\sigma }(\ln x_{i})}
donde {\displaystyle \varphi } denota la función de densidad de la distribución normal {\displaystyle N(\mu ,\sigma ^{2})} entonces la función logarítmica de verosimilitud es 
{\displaystyle {\mathcal {L}}(x_{1},x_{2},...,x_{n};\mu ,\sigma )=-\sum _{i}\ln x_{i}+{\mathcal {L}}_{N}(\ln x_{1},\ln x_{2},...,\ln x_{n};\mu ,\sigma )}
Dado que el primer término es constante respecto a {\displaystyle \mu } y {\displaystyle \sigma }, ambas funciones logarítmicas de verosimilitud, {\displaystyle {\mathcal {L}}} y {\displaystyle {\mathcal {L}}_{N}}, obtienen su máximo con el mismo {\displaystyle \mu } y {\displaystyle \sigma }, por lo tanto, utilizando los estimadores por máxima verosimilitud son idénticos a los de la distribución normal para observaciones {\displaystyle \ln x_{1},\ln x_{2},\dots ,\ln x_{n}}
{\displaystyle {\widehat {\mu }}={\frac {\sum _{k}\ln x_{k}}{n}},\qquad {\widehat {\sigma ^{2}}}={\frac {\sum _{k}{\left(\ln x_{k}-{\widehat {\mu }}\right)^{2}}}{n}}.}

Para una {\displaystyle n} finita, estos estimadores son in sesgados.

## Aplicación
- En la hidrología, se utiliza la distribución log-normal para analizar variables aleatorias como valores máximos de la precipitación y la descarga de ríos,[2] y además para describir épocas de sequía.[3]

La imagen azul ilustra un ejemplo del ajuste de la distribución log-normal a lluvias máximas diarias ordenadas, mostrando también la franja de 90% de confianza, basada en la distribución binomial. Las observaciones presentan los marcadores de posición, como parte del análisis de frecuencia acumulada.

## Distribución relacionada
- Si {\displaystyle X\sim \ N(\mu ,\sigma ^{2})} es una distribución normal entonces {\displaystyle e^{X}\sim \operatorname {Lognormal} (\mu ,\sigma ^{2})}.
- Si {\displaystyle X\sim \operatorname {Lognormal} (\mu ,\sigma ^{2})} entonces {\displaystyle \ln(X)\sim N(\mu ,\sigma ^{2})}.
- Si {\displaystyle X_{m}\sim \operatorname {Lognormal} (\mu ,\sigma _{m}^{2}),\ m={\overline {1...n}}} son variables independentes log-normalmente distribuidas con el mismo parámetro μ y permitiendo que varíe σ, y {\displaystyle Y=\prod _{m=1}^{N}X_{m}}, entonces Y es una variable distribuida log-normalmente como: {\displaystyle Y\sim \operatorname {Lognormal} \left(\mu ,\sum _{m}\sigma _{m}^{2}\right)}.
- Si {\displaystyle X\sim \operatorname {Lognormal} (\mu ,\sigma ^{2})} entonces {\displaystyle X^{\alpha }\sim \operatorname {Lognormal} (\alpha \mu ,\alpha ^{2}\sigma ^{2})} para {\displaystyle \alpha \neq 0}.

## Software
Se puede usar software o programa de computadora para el ajuste de una distribución de probabilidad, incluyendo la lognormal, a una serie de datos:
- Easy fit Archivado el 23 de febrero de 2018 en Wayback Machine., "data analysis & simulation"
- MathWorks Benelux (enlace roto disponible en Internet Archive; véase el historial, la primera versión y la última).
- ModelRisk, "risk modelling software"
- Ricci distributions, fitting distrubutions with R , Vito Ricci, 2005
- Risksolver, automatically fit distributions and parameters to samples
- StatSoft distribution fitting Archivado el 30 de agosto de 2012 en Wayback Machine.
- CumFreq  , libre sin costo, incluye la distribución normal, la lognormal, raíz-normal, cuadrado-normal, e intervalos de confianza a base de la distribución binomial
- Calculadora Distribución log-normal